# Tesoma vattentorn

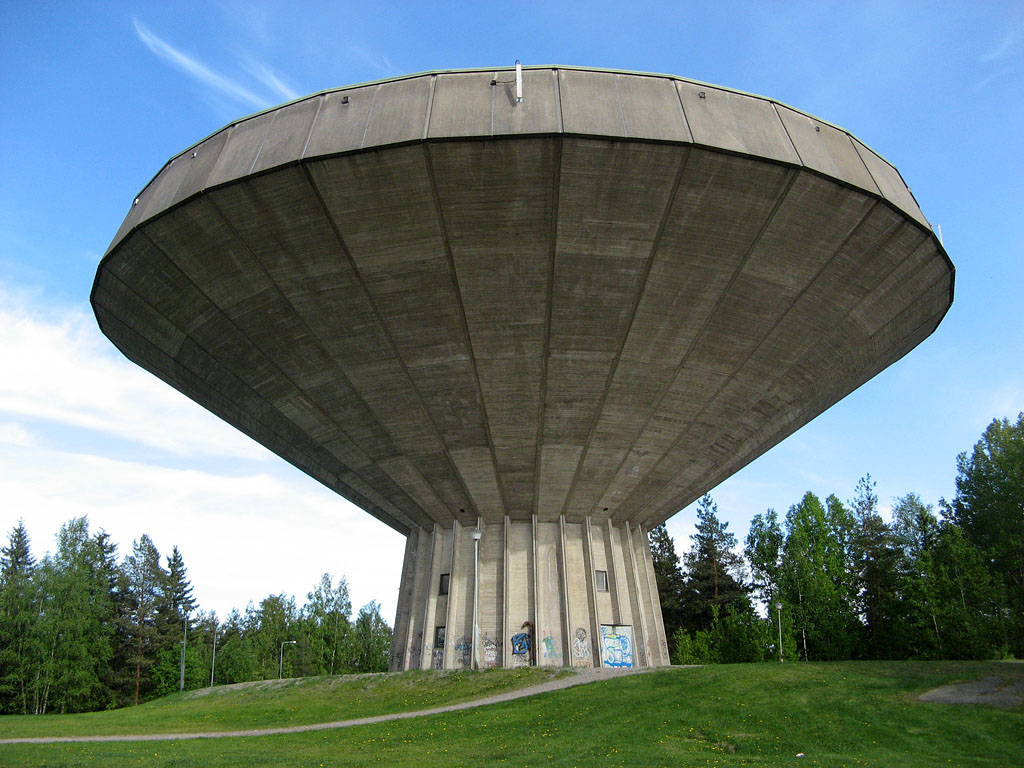
Tesoma vattentorn.

Tesoma vattentorn (finska Tesoman vesitorni) är ett vattentorn i Tesoma i nordvästra Tammerfors, ca 6 km från stadens centrum. Vattentornet har en svampliknande form, en vattenkapacitet på 5600 kubikmeter och en höjd på 25 meter. Det uppfördes 1970 och distribuerar vatten till de västra och nordvästra stadsdelarna. Tornet ritades av arkitekterna Taito Uusitalo och Olavi Suvitie. 